# Egon Riss
Egon Riss (ur. 3 sierpnia 1901 w Lipniku (dziś dzielnicy Bielska-Białej), zm. 17 marca 1964 w Edynburgu) – austriacko-brytyjski architekt żydowskiego pochodzenia.
Po ukończeniu szkoły realnej w Bielsku kontynuował edukację na Uniwersytecie Technicznym w Wiedniu. W latach 1924–1932 prowadził w austriackiej stolicy wraz z Fritzem Judtmannem biuro architektoniczne. Ich realizacje reprezentowały styl modernistyczny. Do najważniejszych należą:
- Ambulatorium przy Strohgasse 28 (III dzielnica)
- Mieszkania urzędnicze przy Diehlgasse 20-26 (V dzielnica)
- Pawilon Gruźliczy szpitala Lainz (XIII dzielnica)
- Porrhaus przy Operngasse 11 (IV dzielnica)
- Hotel pracowniczy przy Operngasse 9 (IV dzielnica)

W 1938 r. Riss wyemigrował przez Czechosłowację do Wielkiej Brytanii. W czasie II wojny światowej służył w armii brytyjskiej. Później zamieszkał w szkockim Edynburgu, pracując w latach 1949–1964 jako główny architekt Szkockiego Zarządu Górniczego (Scottish Coal Board). Zaprojektował w tym okresie liczne budynki kopalniane.